# 鑑識・米沢の事件簿
『鑑識・米沢の事件簿』（かんしき・よねざわのじけんぼ）は、ハセベバクシンオーによる日本の小説。
テレビ朝日のテレビドラマ『相棒』の劇場版『相棒 -劇場版- 絶体絶命! 42.195km 東京ビッグシティマラソン』から生まれたスピンオフ小説である。
2009年3月には第1作「幻の女房」を原作とした映画『相棒シリーズ 鑑識・米沢守の事件簿』（あいぼうシリーズ かんしき・よねざわまもるのじけんぼ）が公開された。また、映画とのコラボレーションとして、第2作「知りすぎていた女」が刊行された。

## 登場人物

### 警視庁鑑識課
米沢守（よねざわ まもる）
警視庁刑事部鑑識課。階級は巡査部長。バツイチ。所轄署地域課にいたこともあるが、結婚後に鑑識技能検定を取得し、所轄署での働きを認められ、本庁へ栄転した。これまでに何度か警視総監賞を受けている。事件が解決した夜は、一人焼き肉と一人カラオケを楽しむ。捜査会議の時などに、所轄署の刑事に勝手にあだ名を付ける癖がある。
周囲には、離婚の原因は酒だと吹聴しているが、本当は、仕事にかまけるうちに家庭を顧みなくなり、愛想を尽かされた。
微妙に形状の異なる黒縁の眼鏡を10個以上所有しており、勝負眼鏡もある。新しいテクノロジーには目がなく、カメラ付き携帯電話が発売された時もすぐに購入した。熱狂的なタイガースファン。時々趣味のギターで路上ライブを行っており、同じく路上でダンスの練習をする高校生くらいの若い友人もいる。彼らには「ヨネ」と呼ばれている。
1LDKの自宅マンションには、壁一面に2000冊を超える漫画がぎっしり詰まっている。落語も好きで、特に好きな古今亭志ん生の落語はiPodに入れ、携帯電話の着信メロディも志ん生の出囃子（「一丁入り」）に設定している。
カップラーメンにかけるほどマヨネーズが大好物で、自宅の冷蔵庫には業務用サイズのもの（1瓶1キロ入り。家庭用は450グラム）が常に5本以上買い置きされている。自他共に認める鉄道オタクで、車両テツ。まとまった休みが取れると、地方の鉄道に乗りに行くこともある。昼食は常にカップ麺（種類はラーメン・うどん・焼きそばなど様々）。
広田幸彦（ひろた ゆきひこ）
「幻の女房」登場。
警視庁刑事部鑑識課長。米沢が本庁の中で心の底から信頼する人物。米沢の鑑識としての眼力を評価し、所轄署から引き抜いた張本人。「物証（ブツ）は嘘を吐かない」が口癖。
五十嵐真弓（いがらし まゆみ）
「知りすぎていた女」登場。
警視庁刑事部鑑識課。階級は巡査。ある意味タフな精神の持ち主で、司法解剖に立ち会った直後でも食事できる。ハンドルを握ると人格が変わり、酒癖も悪い。有機化学は苦手だが、指紋は大好きで、肉眼比較さえできるほど。唐辛子ダイエットで七味唐辛子にハマって以来、マイ七味唐辛子を常備しており、何にでも大量にふりかけ、味覚異常のきらいがある。
広田努（ひろた つとむ）
「知りすぎていた女」登場。
警視庁刑事部鑑識課係長。米沢の直属の上司。

### その他
杉下右京（すぎした うきょう）
警視庁特命係。階級は警部。
亀山薫（かめやま かおる）
警視庁特命係。階級は巡査部長。
トリオ・ザ・捜一
捜査一課の、伊丹・三浦・芹沢の3人組。
伊丹憲一（いたみ けんいち）
刑事部捜査一課の部長刑事。容疑者からさえ「ガラが悪い」と言われる。女子職員からは影で“イタミン”と呼ばれている。
三浦信輔（みうら しんすけ）
刑事部捜査一課の部長刑事。
芹沢慶二（せりざわ けいじ）
刑事部捜査一課の巡査。口が軽いことにかけては警視庁一。
角田六郎（かくた ろくろう）
組織犯罪対策部組織犯罪対策5課長。よく特命係に入り浸っている。
横峯（よこみね）
警視総監。東大出身。埼玉県警本部長、警察庁の要職を歴任してきた。
岩田（いわた）
副総監。階級は警視監。私大出身。警視庁公安部長、神奈川県警本部長など、捜査畑を歩み続けてきた。横峯とは仲が悪い。
内村完爾（うちむら かんじ）
刑事部長、警視長。副総監と同じ大学出身。
中園照生（なかぞの てるお）
刑事部参事官。階級は警視正。内村の腰巾着。
海老原（えびはら）
捜査二課係長。伊丹のことが苦手。
大河内春樹（おおこうち はるき）
警視庁警務部主任監察官。
小野田公顕（おのだ こうけん）
警察庁長官官房室長（通称・官房長）。階級は警視監。

## シリーズ一覧

### 鑑識・米沢の事件簿〜幻の女房〜
- 2008年4月26日発行、宝島社文庫、ISBN 978-4-7966-6312-0

#### あらすじ
3万人のランナーと15万人の観客を狙った、東京ビッグシティマラソン爆弾テロ事件。特命係の杉下右京と亀山薫が犯人追跡に奔走する中、鑑識課員の米沢守は、マラソン参加者の映像の中に、別れた妻・知子の姿を見つけてしまう。会わなければ後悔する、そう直感した米沢は、自宅アパートの前まで来るが、結局呼び鈴を押せないまま帰ってしまう。
それから2日後、女性の変死体が発見され、米沢に出動要請がかかる。場所は知子のアパート。嫌な予感は的中した。死んでいたのは知子だった。側には「悔しいです。こんな結果に終わって、残念でなりません。」と書き残された紙片があった。だが、知子の体にあるはずの二つ並んだほくろがないことから、この「真鍋知子」は米沢の元妻・知子とは別人であることが判明した。
事件は自殺と断定されるが、腑に落ちない米沢は、知子の元夫で所轄署の刑事・相原と、事件の真相を探っていく。

#### 登場人物
真鍋知子（まなべ ともこ）
米沢の元妻に瓜二つの女性。財団法人・青少年防犯協会（以下、青防協）に勤めていた。青酸カリ中毒で亡くなり、自殺と断定される。
相原誠（あいはら まこと）
千束署刑事課の刑事で、階級は巡査部長。知子とは元夫婦で、彼女から「相談がある」と言われた際に忙しくて聞いてやれなかったことを悔やみ、事件から外されるが、独自に捜査する。
天野充明（あまの みつあき）
青防協の経理課長。知子の直属の上司。元警察官。
設楽源太（したら げんた）
青防協の理事長。元警察キャリア。千代田署長、山梨県警本部長などを歴任した。度重なるセクハラ問題が原因で辞職し、天下りした。
桑田（くわた）
千束署刑事課の刑事。相原の同僚。
高橋早苗（たかはし さなえ）
青防協総務課の事務員。

### 鑑識・米沢の事件簿2〜知りすぎていた女〜
- 2009年4月18日発行、宝島社文庫、ISBN 978-4-7966-7048-7

#### あらすじ
中野区中央のマンションの一室で、無理心中と思しき事件が発生する。男は近くの交番の巡査・相楽であり、女は一流商社の社員・海野ゆかりだった。部屋は密室状態、女性の体にはスタンガンの跡が残されていた。鑑識作業でも、硝煙反応は陽性、線条痕も一致したため、相楽による無理心中かと思われたが、2人の接点がまるでなく、無理心中ではなく、相楽による一方的なストーカー行為の末の犯行、殺人では、との推測が成された。
非番の日、私用で中野を訪れていた米沢は、相楽の妹・春香と知り合う。彼女は、「兄は亡くなった恋人をずっと想い続けていた、心中などするはずがない」と断じた。
米沢が、現場に残された焼けた髪と犬の毛に興味を示していた矢先、事件のあった部屋の隣室から不審な点がいくつも見つかる。

#### 登場人物
相楽稔（さがら みのる）
中野中央署地域課・桃園交番勤務。階級は巡査。26歳。交番近くのマンションで遺体で発見される。
海野ゆかり（うみの ゆかり）
〈エクセルコート桃園〉307号室の住人。相楽と共に遺体で発見される。一流商社・双光物産勤務。24歳。
今野浩伸（こんの ひろのぶ）
桃園交番勤務。階級は巡査部長。遺体の第一発見者。
仲瀬康之（なかせ やすゆき）
桃園交番勤務。階級は巡査長。遺体の第一発見者。
藤田実（ふじた みのる）
事件の通報者。フリーター。〈エクセルコート桃園〉207号室（海野ゆかりの真下の部屋）の住人。
相楽春香（さがら はるか）
相楽稔の妹。大学3年生。兄の影響で、警察官を目指していた。
木島譲治（きじま じょうじ）
出資法違反・貸金業法違反など多数の前科あり。〈エクセルコート桃園〉306号室から指紋が検出される。
斉藤美奈子（さいとう みなこ）
ゆかりと同期入社で、配属先も同じだった。スラリとした美人。

## 映画
『相棒シリーズ 鑑識・米沢守の事件簿』（あいぼうシリーズ かんしき・よねざわまもるのじけんぼ）は、「幻の女房」を原作とした、2009年3月28日公開の映画化作品である。
『相棒』シリーズの劇場版としては、『相棒 -劇場版- 絶体絶命! 42.195km 東京ビッグシティマラソン』（以降、『劇場版I』）以来、約1年ぶりとなる。
2008年7月9日に製作が発表され、監督を原作者の父・長谷部安春、脚本を飯田武（櫻井武晴）が担当した。米沢守役の六角精児はこの作品が初主演作である。
杉下右京・亀山薫などの主要登場人物が登場するほか、米沢の相棒となる相原誠刑事役として萩原聖人も出演した。時系列としては、『劇場版I』と同系列での出来事となる。
キャッチコピーは「私も「相棒」をみつけました。」「私が今、亡き妻にしてやれることは、＜真相＞を暴くことだけです。」「これは私の事件（ヤマ）なんです。」。
なお、監督の長谷部安春は2009年6月14日に死去し、本作が遺作となった。2枚組DVDのボーナスディスクに収録されたメイキングの冒頭に追悼のテロップが入っており、付録のブックレットには長谷部に関する松本基弘へのインタビューが「松本基弘が語る制作の舞台裏」として掲載されている。
公開後のシリーズではSeason10 第15話『アンテナ』で本作での出来事が後日談として触れられており、本作で米沢の相棒となった相原誠刑事が再登場した。脚本は本作同様、櫻井武晴が担当している。
2010年12月26日に『日曜洋画劇場特別企画』として地上波初放送された。視聴率は15.5%。そして2013年6月2日にも『日曜エンタ・日曜洋画劇場特別企画』として放送された。

### メインキャラクター
- 米沢守 - 六角精児
- 相原誠 - 萩原聖人
- 米沢知子 - 紺野まひる
- 亀山美和子 - 鈴木砂羽
- 宮部たまき - 益戸育江
- 伊丹憲一 - 川原和久
- 三浦信輔 - 大谷亮介
- 芹沢慶二 - 山中崇史
- 角田六郎 - 山西惇
- 大木長十郎 - 志水正義
- 小松真琴 - 久保田龍吉
- 内村完爾 - 片桐竜次
- 中園照生 - 小野了
- 大河内春樹 - 神保悟志
- 亀山薫 - 寺脇康文
- 杉下右京 - 水谷豊

### 映画単発のゲストキャラクター
- 真鍋知子 - 紺野まひる（二役）
- 天野達之 - 市川染五郎
- 設楽光治朗 - 伊武雅刀
- 高橋早苗 - 片桐はいり
- 広田努 - 半海一晃
- 早乙女美穂 - 奥田恵梨華

### スタッフ
- 監督 - 長谷部安春
- 原作 - ハセベバクシンオー『鑑識・米沢の事件簿 〜幻の女房〜』
- 脚本 - 飯田武
- 音楽 - 池頼広
- 製作 - 上松道夫、鈴木武幸、水谷晴夫、亀井修、水野文英、吉田鏡
- 企画 - 梅澤道彦、中曽根千治
- エグゼクティブプロデューサー - 亀山慶二
- プロデューサー - 松本基弘・上田めぐみ（テレビ朝日）、香月純一・西平敦郎（東映）
- 撮影 - 上林秀樹（J.S.C）
- 照明 - 大久保武志
- 美術 - 伊藤茂
- 録音 - 高野泰雄
- 整音 - 室蘭剛
- 編集 - 只野信也
- 助監督 - 安養寺工
- スクリプター - 菅真彩子
- 音響効果 - 佐々木英世（東洋音響）
- 選曲 - 藤沢信介
- 制作担当 - 大沢忠生
- ラインプロデューサー - 今村勝範
- アソシエイトプロデューサー - 伊東仁、遠藤英明、土田真通
- 音楽プロデューサー - 津島玄一
- 宣伝プロデューサー - 出目宏
- 製作プロダクション - 東映東京撮影所、東映テレビ・プロダクション
- 製作委員会 - 「鑑識・米沢守の事件簿」パートナーズ（テレビ朝日、東映、トライサム、小学館、朝日放送、メ〜テレ）
- 配給 - 東映

### 主題歌
- エレファントカシマシ「絆」[5]（作詞：宮本浩次、作曲：宮本浩次・YANAGIMAN、編曲：YANAGIMAN・エレファントカシマシ）
『相棒』シリーズとしては初めて主題歌がつけられている（Pre seasonでの「promised you」（ZARD）は「土曜ワイド劇場」として当時の共通エンディング曲である）。

### 劇中歌
- 米沢守（六角精児）「生活の柄」（作詞：山之口貘、作曲：高田渡）
- 米沢守（六角精児）「ほんとうの歌」（作詞：長岡毅、作曲：野田晴彦）

### 映像ソフト化
2009年10月21日発売。
- 相棒シリーズ 鑑識・米沢守の事件簿 DVD（2枚組）
  - ディスク1：本編DVD
  - ディスク2：特典DVD
    - メイキング“鑑識・米沢守の事件簿 撮影現場 鑑識レポート”
    - キャストインタビュー集
    - イベント映像集（製作発表、完成披露イベント、初日舞台挨拶、凱旋舞台挨拶）
    - 劇場予告編集・TVスポット集
    - 相棒7.5

  - 初回限定特典
    - デジタル特典（オリジナル携帯コンテンツ）ダウンロード用シリアルナンバー封入
    - ブックレット（10P）
    - 特製アウターケース

## 漫画
「幻の女房」は、映画の公開に合わせて漫画化もされ、『相棒番外編 鑑識・米沢守の事件簿』のタイトルで『ビッグコミック増刊』2009年4月17日号（小学館）に掲載された。作画は『相棒』漫画版（『ビッグコミックスペリオール』連載）と同じく、こやす珠世である。
単行本は刊行されていないが、小学館の電子コミック配信サイト「コミック小学館ブックス」で配信されている。